# メガマウス
メガマウスザメ（学名: Megachasma pelagios、英: Megamouth Shark）は、ネズミザメ目メガマウスザメ科に属するサメ。本種のみでメガマウスザメ属（Megachasma）を構成する。

## 分布・生息域
太平洋やインド洋など、熱帯から温帯の水深200メートル付近のやや浅い深海に生息している。
日本近海では目撃例と捕獲例が比較的多く、2011年現在、全世界で50例あるうち13例が日本におけるものであり、東京湾の海底谷や沖合でも発見されている。

## 形態
最大で全長709センチメートル。古い形態を保ったサメで、現代に繁栄しているサメの形態とはかなり異なる点が多い。ネズミザメ目のサメの中では、ミツクリザメと並んで、原始的な形態を残しているといわれる。
北海道大学の仲谷一宏教授の研究によれば、特徴的な口を動かす顎の骨に付いている口を開ける筋肉が非常に発達していて、さらに柔軟な皮膚を利用して顎を伸ばし、前方に突出させて口を突きだして開け、ヒゲクジラの給餌法にも近い構造となっている。この構造は他のサメには現存せず、同じように口を突出させる機能を持つミツクリザメでもこのような作りにはなっていない。
プランクトンを主食にしているため、サメの特徴である歯はとても小さく、ヤスリ状の列になっている。口の内壁は光が当たると銀色に輝く。他のサメに見られない特徴として、上顎の歯が蛍光色に輝き、プランクトンをおびき寄せるといわれるが、確かめられてはいない。
骨格は大部分が軟骨で占められている。世界初の全身骨格標本が鴨川シーワールドに展示されている。

## 生態

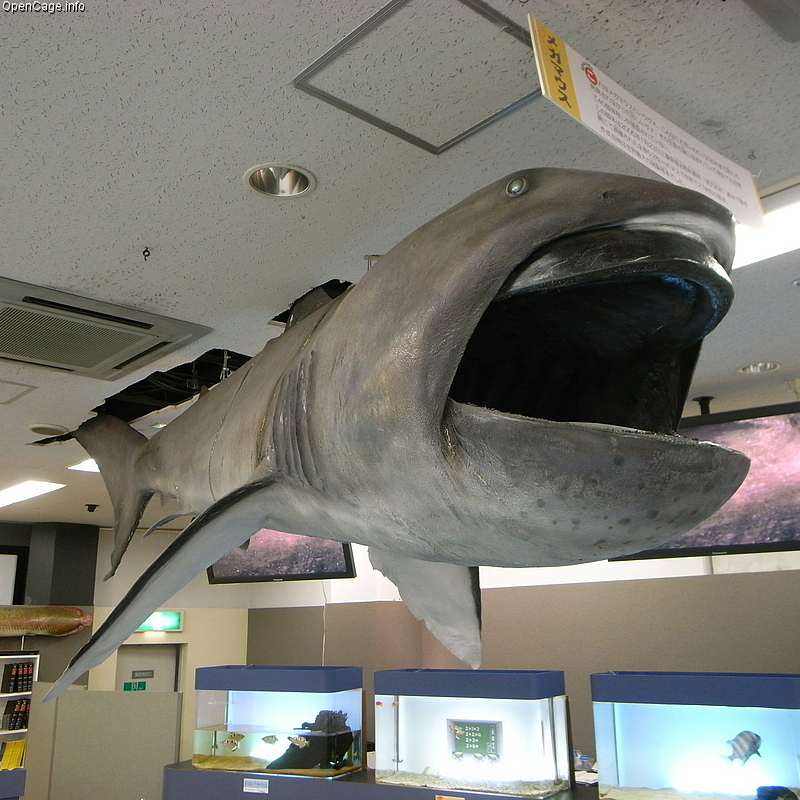
巨大な口

前述の通り、プランクトンを常食にし、特徴的な口はプランクトンを飲み込み濾過する。
昼は水深100 mから200 m程度のところにおり、夜間に浅いところまで浮上してくるとされる。腹部が白いことで、深海魚特有のカウンターシェーディングについては疑問視されている。
生殖様式は胎生と考えられている。2017年5月22日に捕獲された、5.4mの雌のメガマウスザメは、2018年2月24日に鴨川シーワールドで行われた公開解剖の結果、本種としては初となる卵殻の存在が確認された。
まだ正式な報告は無いものの、2023年11月14日にフィリピンのアウロラ州で史上初めて妊娠した雌のメガマウスザメが発見された。
発見された雌は海岸に打ち上げられた約5.5mの個体で、1.65～1.84mの7匹の胎児を妊娠していた。近縁種に見られる食卵タイプかなどの詳細は分かっていない。フィリピン水産資源局の研究チームがサメを引き取り、胎児と親魚との遺伝関係等、調査していることを報道機関等に発表している。

## 発見

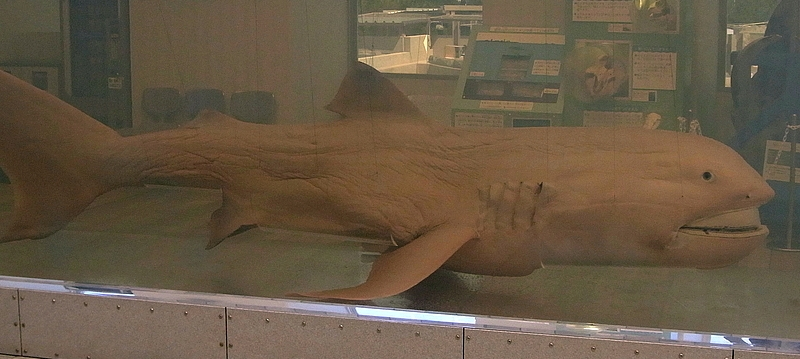
福岡に打ち上げられていたメガマウスザメの標本

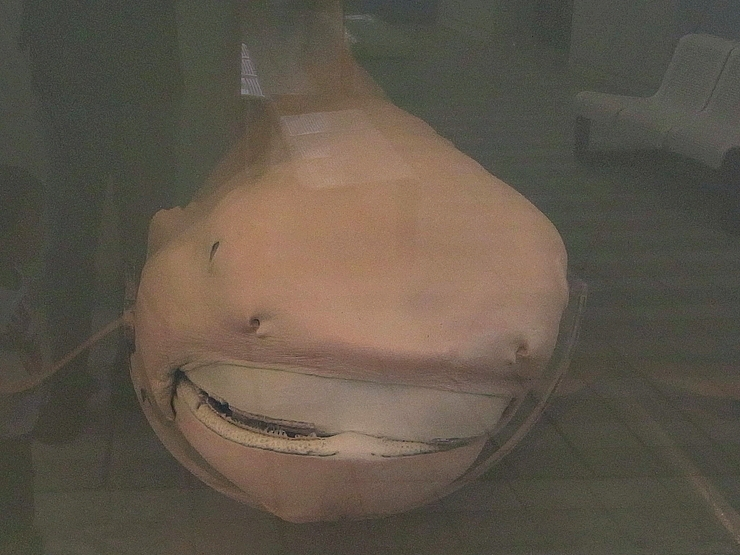
正面から見た口

1976年11月にアメリカ合衆国海軍の調査船がハワイ沖で活動中にそのシーアンカーに絡まっていた雄個体が発見されたのが最初である。新種のサメとわかったが、それ以降は数年に一度のペースでしか見つからず「幻のサメ」といわれた。日本では1989年に静岡県で、浜辺に打ち上げられた個体が見つかったのが最初である。
捕獲及び目撃例は世界的に見ても極めて少なく、深海に生息することから死体が漂着するのも極めてまれで、未解明な部分が多い。雌個体は北半球でしか見つかっていない。
深海に生息し、大型であることから、本種にはダルマザメによる皮膚の食害跡も見られるほか、2011年に三重県沖で発見された個体には、寄生性カイアシ類が付着していた。
2015年1月、沖縄本島で約1千万年前から300万年前のものとみられるメガマウスの歯の化石が発見された。北米やヨーロッパなどでの発見例はあるが、アジア地域での化石の発見は公式記録として初めてとなる。
なお、肉質は水っぽく不味であるため食用としては不向きとされる。

## 日本における主な捕獲記録
1989年1月23日
静岡県浜松市松島町の天竜川河口から西へ200 mの砂浜に打ち上げられた推定3から4 mの雄の個体が発見され、写真記録が撮られたもののその後流失した。これは、日本を含む西部太平洋では初めての記録であった。
1994年11月29日
福岡市東区和白浜。メスの個体（死体）が漂着しているのを、バードウォッチングをしていた人物が発見した。メスのメガマウスザメは世界で初めてということもあり注目されたが、子供は見つからなかった。
2018年現在も、マリンワールド海の中道においてホルマリン標本が展示されている。
2003年8月7日
静岡県御前崎市御前崎沖の駿河湾。巻き網で捕獲。体長4.6 m、体重460キログラム (kg) のオスの個体だった。
沼津港に水揚げされた後、東海大学海洋学部が解剖を実施。その後、東海大学海洋科学博物館において剥製が展示されている。
2005年1月23日
三重県度会郡紀勢町錦沖。巻き網で体長5.28 mのメスの個体が捕獲。
鳥羽水族館で剥製が展示されている。
2006年5月
神奈川県湯河原町沖の相模湾。体長5.6 m、体重1,200 kgのメスの個体。定置網にかかって死亡していた。
京急油壺マリンパーク（神奈川県三浦市）で解剖された。2007年4月19日から、標本として展示されている。
2007年6月7日
静岡県賀茂郡東伊豆町北川沖の相模灘。定置網でメスが混獲。
連絡を受けた下田海中水族館の職員が確認。輸送方法や飼育環境の準備を整えることができないため、飼育は断念。今後の調査のために標識をつけて放流した。
海中で元気に泳ぐ姿の撮影に成功したのは世界で2例目、日本では初めて。
2007年7月9日
茨城県東沖700 km。巻き網船が体長約4 m、体重450 kgのメスの個体を漁獲。
11日に石巻魚市場（宮城県石巻市魚町）に水揚げされた。日本では12例目、世界では40例目となる。
2011年1月14日
三重県尾鷲市九鬼町の沖合500 mにて14日早朝、生きたまま定置網にかかっている約5 mの個体が発見された。
15日朝に大阪市の水族館が引き取りに来るまで網に入れたまま泳がせていたが、同日午前6時ごろにいなくなっているのが確認された。網が破られた形跡はなく、網の上を乗り越えたとみられる。
鳥羽水族館によると、生きたまま展示されれば世界初だったという。
2014年4月14日
静岡県静岡市清水区の倉沢沖で由比漁港所属の第11光洋丸の定置網にかかり、由比漁港に水揚げされた。
この個体は世界で58例目、日本では17個体目となる体長約4.4 mのメスで、東海大学海洋学部に運ばれ、外部形体が測定された。5月6日にゴールデンウイークの特別企画として、東海大学海洋科学博物館津波実験水槽前の広場で、東海大学海洋学部　田中彰教授指揮の下、公開解剖された。
2014年12月24日
静岡県伊豆の富戸定置網に混獲される。その個体は大きかったため水揚げされず、放流された。
2016年4月18日
三重県尾鷲市の尾鷲漁港から5キロ沖合の定置網にかかり、同港に水揚げされた。
体長は約5 m、体重は約1トン (t) 。地元の鮮魚店が落札し、研究用として国の研究機関の冷蔵庫に納品された。
2017年5月22日
千葉県館山市沖合の定置網にかかり、生きた姿が撮影された。しかし翌日5月23日に死亡が確認された。
体長は約5–6 mほど。
同個体は2018年2月24日に鴨川シーワールドで北海道大学水産学部　仲谷一宏名誉教授指揮の下、公開解剖された。解剖された個体は骨格標本になる予定。
2017年5月26日
三重県尾鷲市の尾鷲漁港から20 kmの沖合にて、水深約100 mから引き上げた漁船の巻き網にかかっているのが見つかった。奈屋浦港まで運ばれ、鳥羽水族館（三重県鳥羽市）のスタッフがメガマウスザメと確認した。体長は約5 m。採血後に放流された。
2019年1月29日
静岡県沼津市下香貫の牛臥海岸に打ち上げられているのが発見された。体長4mのオスの個体であった。解剖後に、1年かけて剥製にし、2020年7月18日から沼津市の沼津港深海水族館で展示が開始された。
2020年 6月11日
千葉県館山市の東京湾沖合800m辺りの定置網に生きたままかかっている所を地元の漁業関係者に発見された。大きさは約6m。
とても健康的で元気である個体と見られた為、同日午前には放流された。
この一件でとても珍しいとされる健康的な生きた個体の映像が鮮明に撮影され、公開された。
2024年5月24日
高知県の室戸岬で捕獲。体長6 m、体重2トン。
2025年1月31日
長崎県対馬市の定置網にかかっていた。体長6m、体重1トン。